# دوري سلتيك 2004–05
دوري سلتيك 2004–05 هو الموسم 4 من  بطولة اتحاد الرغبي. أقيم خلال الفترة 3 سبتمبر 2004 وحتى 16 أبريل 2005، وكان عدد الأندية المشاركة فيه  11، وفاز فيه Ospreys (rugby union) ‏.